# Thor (Stargate)
(L'ologramma di Thor nell'episodio Il pianeta dei vichinghi)
Thor è un personaggio immaginario appartenente all'universo fantascientifico di Stargate SG-1.

## Biografia
Thor è il comandante supremo della flotta Asgard e viene visto per la prima volta come ologramma. In seguito, durante l'attacco di Heru-ur su Cimmeria, il dottor Daniel Jackson e l'allora maggiore Samantha Carter, tentando di chiedere il suo aiuto per salvare la gente dalle forze dei Signori del Sistema, entrarono nella sala della saggezza di Thor, che era stata costruita dagli Asgard per vedere se la gente di Cimmeria si era evoluta abbastanza per vederli nella loro vera forma. Grazie al miglioramento artificiale dell'SG-1, scoprirono in breve Thor, che somigliava a uno degli alieni grigi di Roswell, Thor stesso ha detto che la sua razza aveva visitato i Tau'ri in diverse occasioni. Gli Asgard salvano Cimmeria ma inizialmente pensano che i Tau'ri siano una razza ancora troppo giovane per essere alleati contro i Goa'uld. Dopo che Jack riesce ad acquisire accidentalmente il sapere degli Antichi (scaricando i dati nel suo cervello) riesce a creare una versione DIY di uno ZPM; ciò gli permette di connettere lo stargate ad un mondo Asgard in un'altra galassia, da cui avrà inizio l'amicizia tra umani e Asgard.
Thor ha rischiato la propria vita molte volte per salvare SG-1 e la Terra dai Replicatori e dai Goa'uld, vedendo i Tau'ri come una razza degna di essere alleata. L'alleanza si rivelò utile, poiché l'SG-1 lo salvò molte volte dai Replicatori e una volta da Anubis.
Come il resto della sua razza, Thor è un clone asessuato, incapace di riprodursi per via sessuale. Questa abilità gli ha permesso di salvarsi dalla morte in diverse occasioni, scaricando la sua coscienza in un nuovo e giovane corpo clonato; questo però lo rende vulnerabile alla degradazione lenta dei geni, così come capita agli altri Asgard.
Dopo essere stato salvato dall'SG1 dalla stretta di Anubis, Thor aiuta l'SG1 a distruggere i Replicatori che si sono liberati dal campo di dislocazione temporale creato dagli Asgard. Attraverso anche il contributo del Generale O'Neill Thor e l'SG1 riescono a creare un'arma in grado di distruggere i legami molecolari che esistono tra i blocchi dei replicatori. Thor modifica l'arma per essere in grado di lanciare il raggio su un intero pianeta.
Dopo essere riusciti a sconfiggere i replicatori che stavano attaccando Orilla, il nuovo pianeta natale degli Asgard, Thor intraprende una campagna per sconfiggere i replicatori.
Una volta sconfitti i replicatori e anche i Goa'uld, gli Ori divengono il nuovo nemico degli umani e degli Asgard. Sotto la minaccia di un attacco degli Ori, Thor costruisce assieme ad altri scienziati delle nuove armi da donare alla Odyssey; dopo essere riusciti ad installare le nuove modifiche all'Odyssey gli Asgard causano un'autodistruzione del loro mondo, commettendo un suicidio di massa, per evitare che, a causa dell'indebolimento della loro specie, la loro tecnologia possa cadere preda di altre civiltà ostili.